# Colobopsis

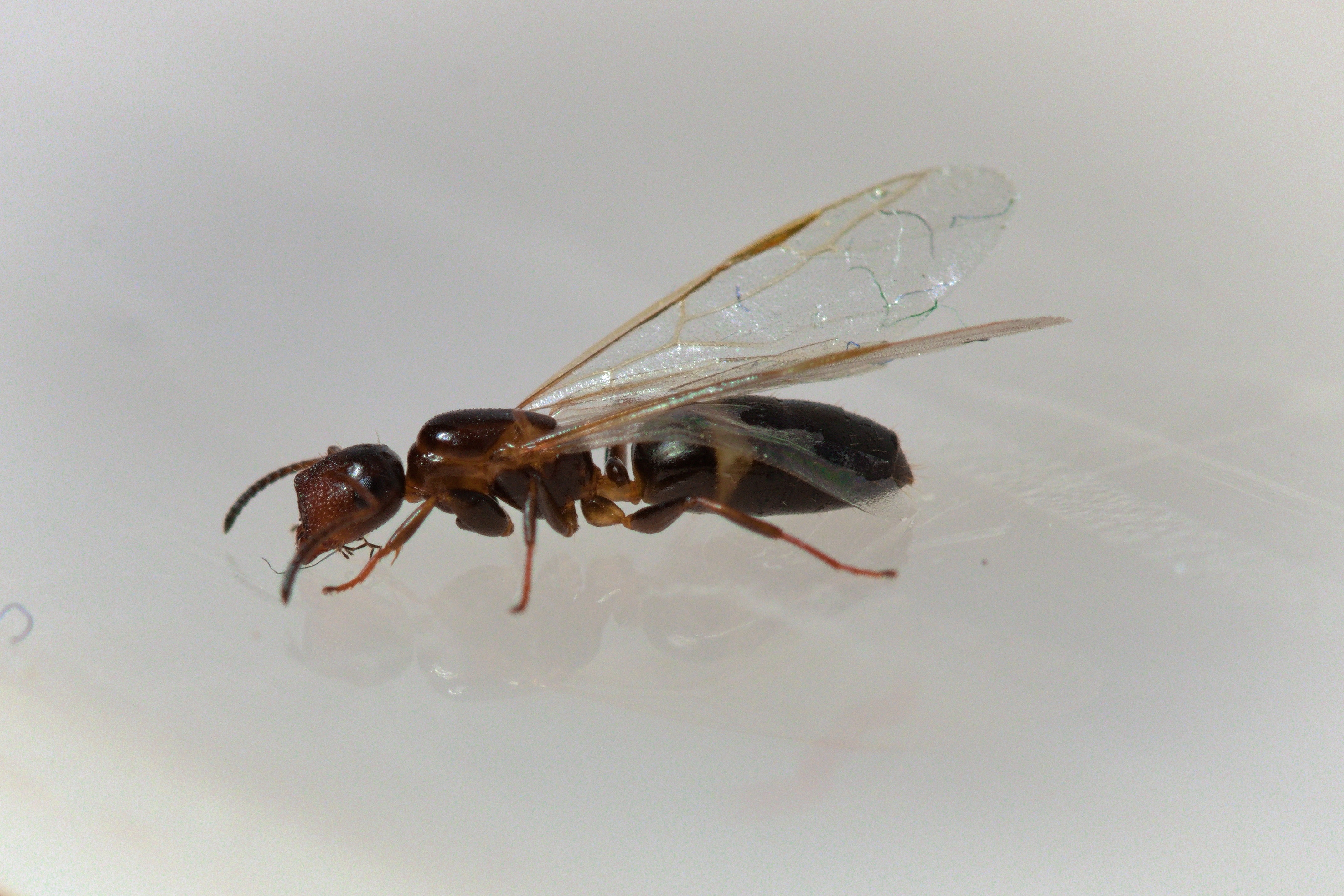
Regina di Colobopsis truncata con ancora le ali addosso

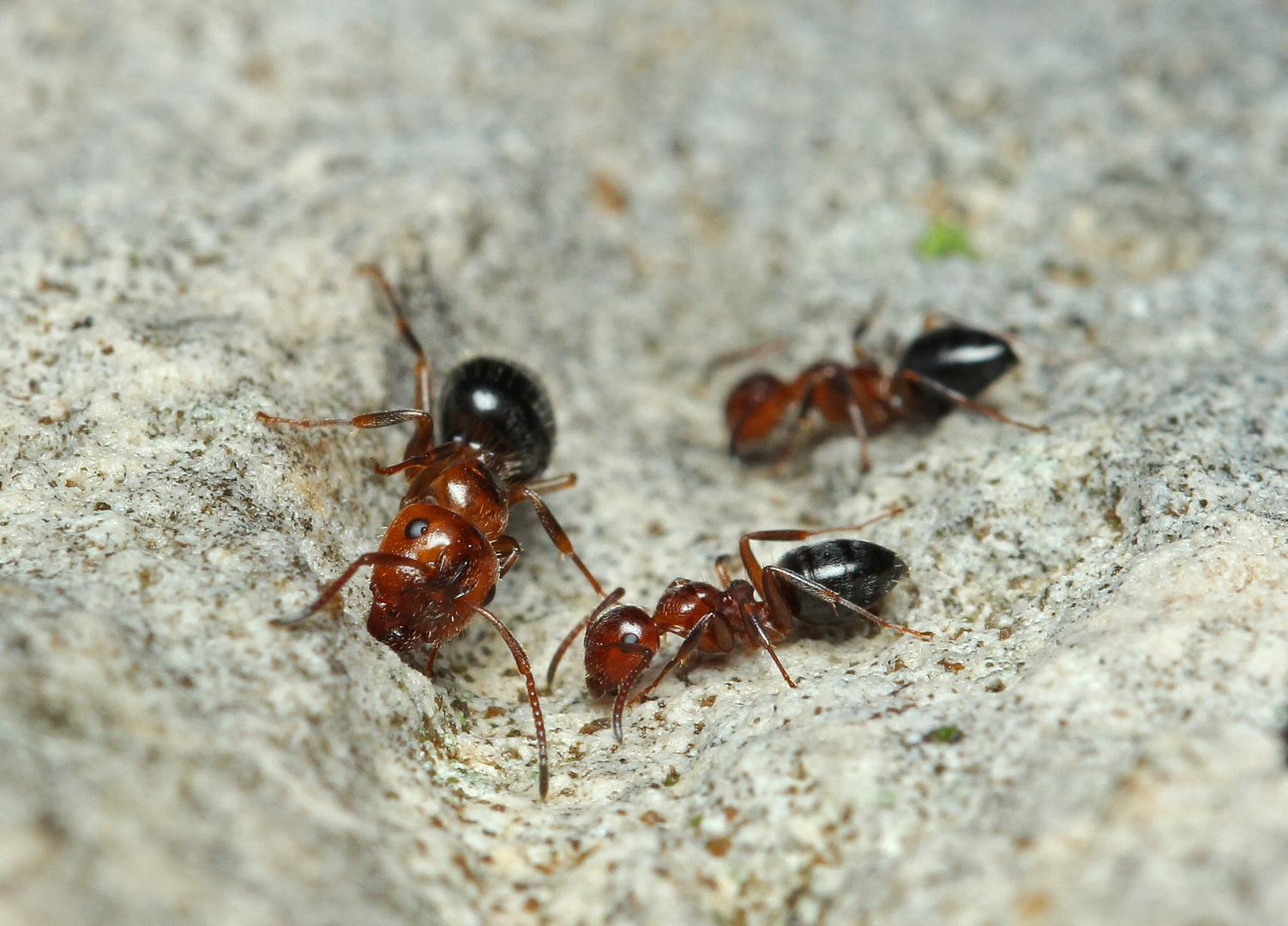
Diversi esemplari di Colobopsis imitans (precedentemente nota come Camponotus lateralis), tra cui un soldato e due operaie.

Colobopsis Mayr, 1861 è un genere di formiche appartenenti alla sottofamiglia Formicinae. Per molto tempo questo termine è stato utilizzato per descrivere alcune delle specie appartenenti a Camponotus che mostravano una caratteristica "testa a botola", finché nel 2016 sono state riposte in un loro genere a parte. La specie di riferimento è Colobopsis truncata. 

## Descrizione
Le colonie di Colobopsis spesso non sono molto numerose, rimanendo intorno al migliaio di individui e cercando di essere il più inosservate possibile, nidificando nelle cavità degli alberi o addirittura imitando altre specie di formiche (C. imitans). Una caratteristica unica e comune tra queste specie è una deformazione insolita del capo, che gli dà una forma appiattita e circolare nella parte frontale.  Un'altra caratteristica che le differenzia dal genere Camponotus è la mancanza di un bozzolo durante gli stadi giovanili.

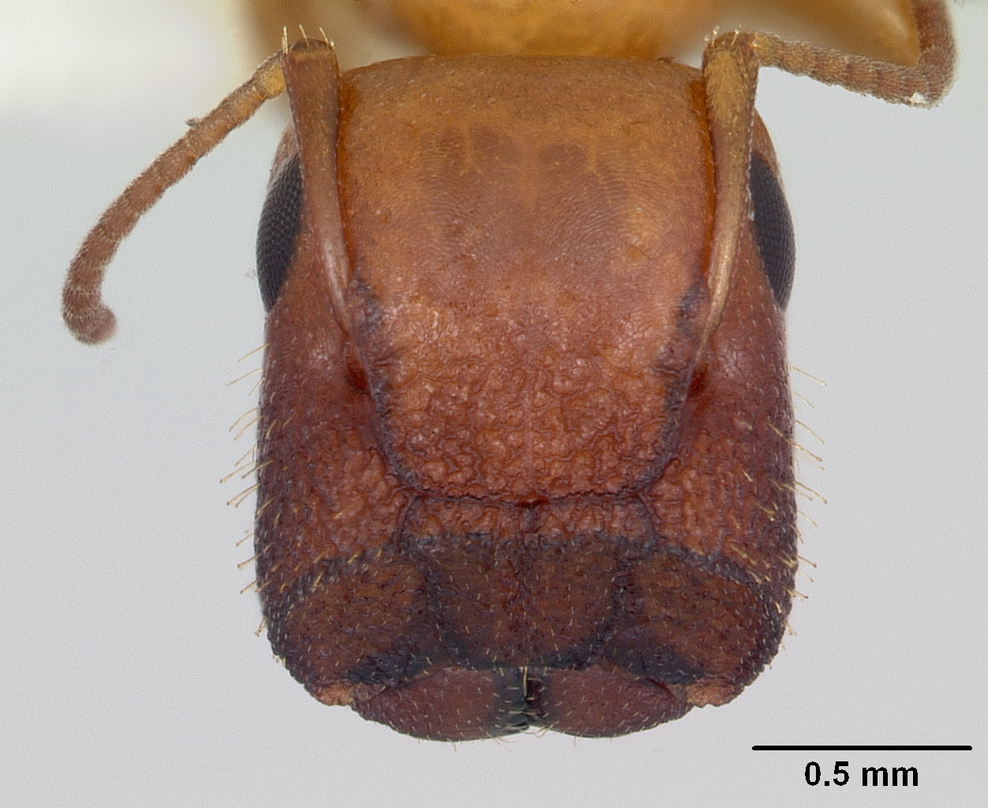
Particolare del capo piatto.

## Biologia
Queste formiche sono molto timide: non amano le zone turbolente o molto affollate, evitando i rapporti con altre formiche e addirittura diffidando pure dei membri della propria colonia all'esterno del formicaio. Spesso non hanno scie vere e proprie e utilizzano feromoni sparsi o le scie di altre specie di formica per orientarsi. Sono onnivore, quindi possono cibarsi di carne viva o morta, vegetazione e sostanze zuccherine.
Sono suddivise in caste, perciò ci sono differenze fisiche tra le operaie, che sono le più piccole e snelle; i soldati, che sono più robusti e con il capo tozzo ed appiattito; i maschi, che hanno il compito, una volta giunto il momento, di spiccare il volo durante la sciamatura e fecondare le regine degli altri formicai; e le regine, che sono le più grandi in lunghezza ed hanno il compito di fondare e mantenere viva la colonia producendo uova.
Mentre le operaie cercano il cibo, i soldati si mettono di guardia all'ingresso del formicario, e, utilizzando il loro capo piatto, "tappano" l'entrata, spostandosi solo durante il passaggio delle sorelle. Il formicaio stesso solitamente è ramificato in tunnel stretti e cilindrici, per proteggersi da eventuali predatori. Alcune specie, come C. explodens hanno sviluppato armi di difesa tali da farsi "esplodere", sacrificando la propria vita e rilasciando ingenti quantità di acido per provare ad uccidere l'aggressore.

## Distribuzione e habitat
Le specie di Colobopsis si possono trovare in varie zone mediterranee e continentali dell'Europa e in alcuni stati occidentali dell'Africa come il Marocco; è anche diffusa nella parte meridionale dell'Asia passando per le isole come il Borneo (che comprende 18 specie autoctone) per poi arrivare fino in Australia, Tasmania e Nuova Zelanda. Sono anche state rinvenute nelle zone meridionali del Nord America attorno al Golfo del Messico. In Italia, due specie autoctone sono state riconosciute: C. truncata e C. imitans.